# VM i alpint skiløb 2015
Verdensmesterskaberne i alpint skiløb 2015 var det 43. VM i alpint skiløb arrangeret af FIS. Mesterskabet blev afholdt i Vail/Beaver Creek i Colorado, USA, i perioden 2. - 15. februar 2015. Vail var også VM-vært i 1989 og 1999.
Det amerikanske skisportssted vandt værtskabet ved FIS-kongressen i Antalya, Tyrkiet, 3. juni 2010, mob byerne St. Moritz (Schweiz) og Cortina d'Ampezzo (Italien). St. Moritz blev senere udvalgt som VM-vært i 2017.

## Medaljevindere

### Mænd
| Disciplin        | Guld                 | Guld    | Sølv            | Sølv    | Bronze            | Bronze  |
| ---------------- | -------------------- | ------- | --------------- | ------- | ----------------- | ------- |
| Styrtløb         | Patrick Küng         | 1:43,18 | Travis Ganong   | 1:43,42 | Beat Feuz         | 1:43,49 |
| Super G          | Hannes Reichelt      | 1:15,68 | Dustin Cook     | 1:15,79 | Adrien Théaux     | 1:15,92 |
| Superkombination | Marcel Hirscher      | 2:36,10 | Kjetil Jansrud  | 2:36,29 | Ted Ligety        | 2:36,40 |
| Storslalom       | Ted Ligety           | 2:34,16 | Marcel Hirscher | 2:34,61 | Alexis Pinturault | 2:35,04 |
| Slalom           | Jean-Baptiste Grange | 1:57,47 | Fritz Dopfer    | 1:57,82 | Felix Neureuther  | 1:58,02 |

### Kvinder
| Disciplin        | Guld             | Guld    | Sølv                | Sølv    | Bronze                  | Bronze  |
| ---------------- | ---------------- | ------- | ------------------- | ------- | ----------------------- | ------- |
| Styrtløb         | Tina Maze        | 1:45,89 | Anna Fenninger      | 1:45,91 | Lara Gut                | 1:46,23 |
| Super G          | Anna Fenninger   | 1:10,29 | Tina Maze           | 1:10,32 | Lindsey Vonn            | 1:10,44 |
| Superkombination | Tina Maze        | 2:33,37 | Nicole Hosp         | 2:33,59 | Michaela Kirchgasser    | 2:33,72 |
| Storslalom       | Anna Fenninger   | 2:19,16 | Viktoria Rebensburg | 2:20,56 | Jessica Lindell-Vikarby | 2:20,65 |
| Slalom           | Mikaela Shiffrin | 1:38,48 | Frida Hansdotter    | 1:38,82 | Šárka Strachová         | 1:39,25 |

### Hold
| Disciplin       | Guld   | Sølv   | Bronze  |
| --------------- | ------ | ------ | ------- |
| Holdkonkurrence | Østrig | Canada | Sverige |

### Medaljetabel
| Plac. | Land      | Guld | Sølv | Bronze | Total |
| ----- | --------- | ---- | ---- | ------ | ----- |
| 1.    | Østrig    | 5    | 3    | 1      | 9     |
| 2.    | USA       | 2    | 1    | 2      | 5     |
| 3.    | Slovenien | 2    | 1    | 0      | 3     |
| 4.    | Frankrig  | 1    | 0    | 2      | 3     |
| 4.    | Schweiz   | 1    | 0    | 2      | 3     |
| 6.    | Tyskland  | 0    | 2    | 1      | 3     |
| 7.    | Canada    | 0    | 2    | 0      | 2     |
| 8.    | Sverige   | 0    | 1    | 2      | 3     |
| 9.    | Norge     | 0    | 1    | 0      | 1     |
| 10.   | Tjekkiet  | 0    | 0    | 1      | 1     |